# Drottningskär
Drottningskär est une localité de Suède dans la commune de Karlskrona du comté de Blekinge. En 2010, 325 personnes y vivent.
Elle donne son nom à une citadelle navale du XVIIe siècle située à proximité, qui fait désormais partie du site du patrimoine mondial de la ville navale de Karlskrona.
Drottningskär est situé sur l'île d'Aspö et se compose de cabanes qui proviennent des cabanes de pêche des fermiers enclavés, qui étaient utilisées de manière saisonnière pendant les périodes de pêche au printemps et à l'automne. Le port de pêche de Lökanabben est également situé ici. La communauté de Drottningskär s'est développée à côté du château de Drottningskär depuis les années 1680.
Il y avait un centre de quarantaine à Drottningskär. Il a été utilisé au moins pendant l'épidémie de choléra au milieu du XIXe siècle. 